# Seznam AAR oznak (X)

## X
- XOMX - Exxon-Mobil Corporation
- XTRX - XTRA, Inc.; First Union Rail
- XTTX - Trailer Train Company